# Goltsteinstraße
Goltsteinstraße est une rue du quartier du centre-ville de Düsseldorf. Elle n'est construite que d'un côté, longe l'Est du Jardin de Cour de Düsseldorf (de) et le nord de la Düssel.

## Situation et accès
Goltsteinstraße s'étend dans une direction est-ouest de Jacobistraße au coin de Bleichstraße, dans son prolongement le long du Hofgarten jusqu'au parterre de Goltstein au Théâtre de Düsseldorf. Le Düssel est parallèle au côté nord de la rue et dans le jardin de Cour il y a une allée de tilleuls, appelée "Allée Seufzer".

## Origine du nom
La rue tient son nom de Johann Ludwig Franz von Goltstein (de) (1717–1779), ministre des Finances du Palatinat du Rhin.

## Historique

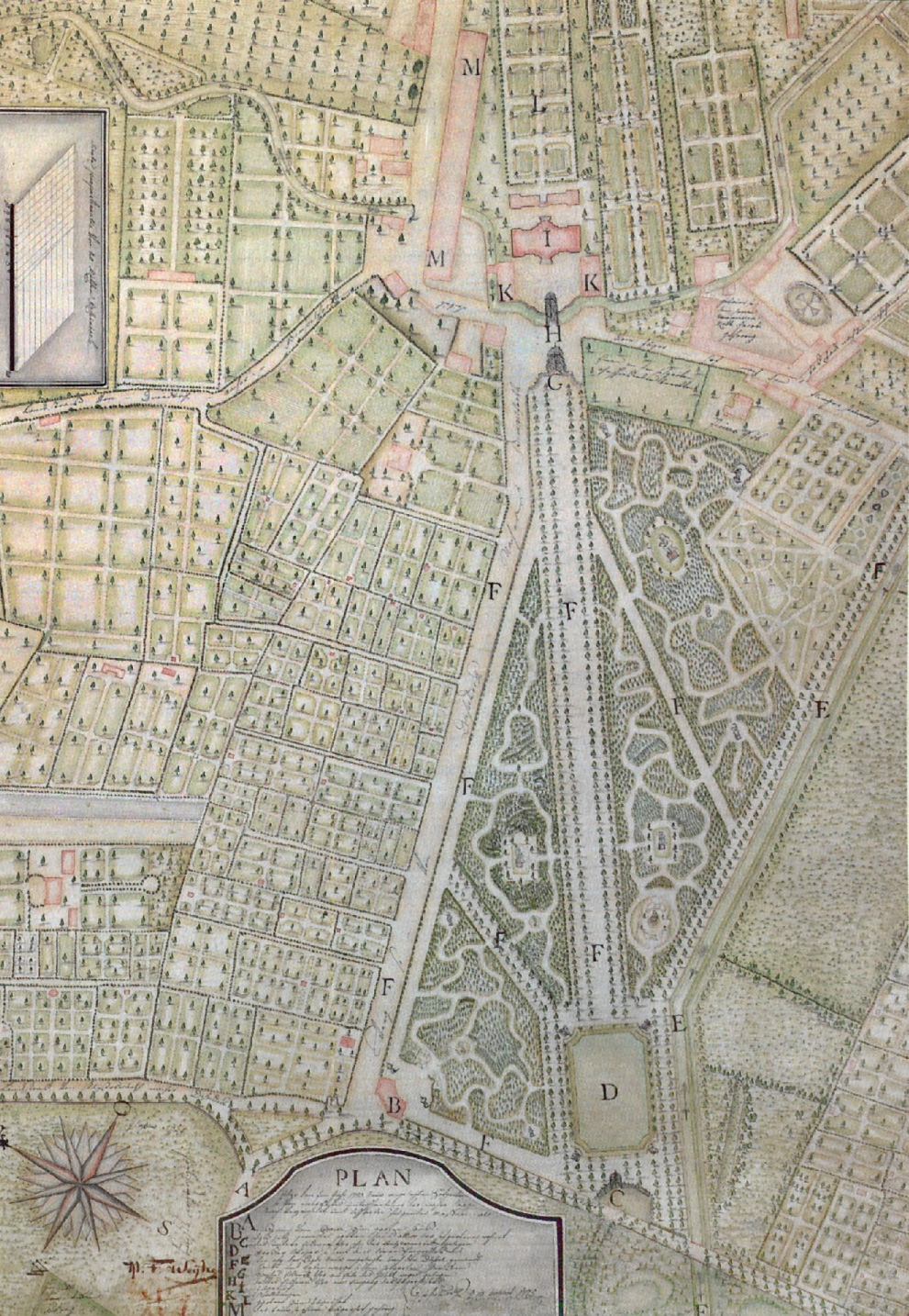
Plan du Jardin de Cour, 1775 avec le château de Jägerhof (I) comme point de vue de l'axe principal du Hofgarten (F) et l'allée de tilleuls (E).

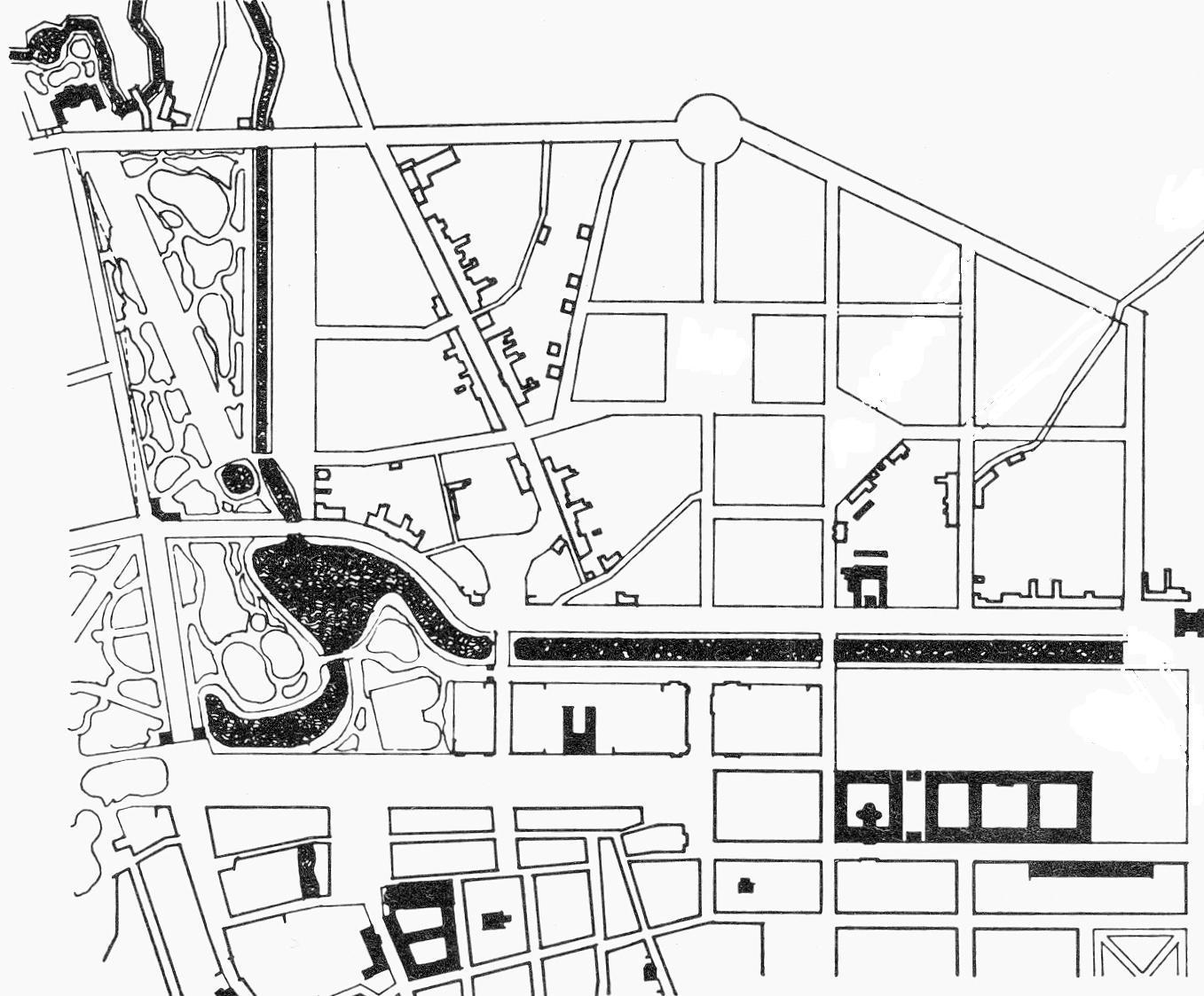
Plan d'expansion de la ville de Schnitzler à l'est de la Königsallee actuelle, 1841

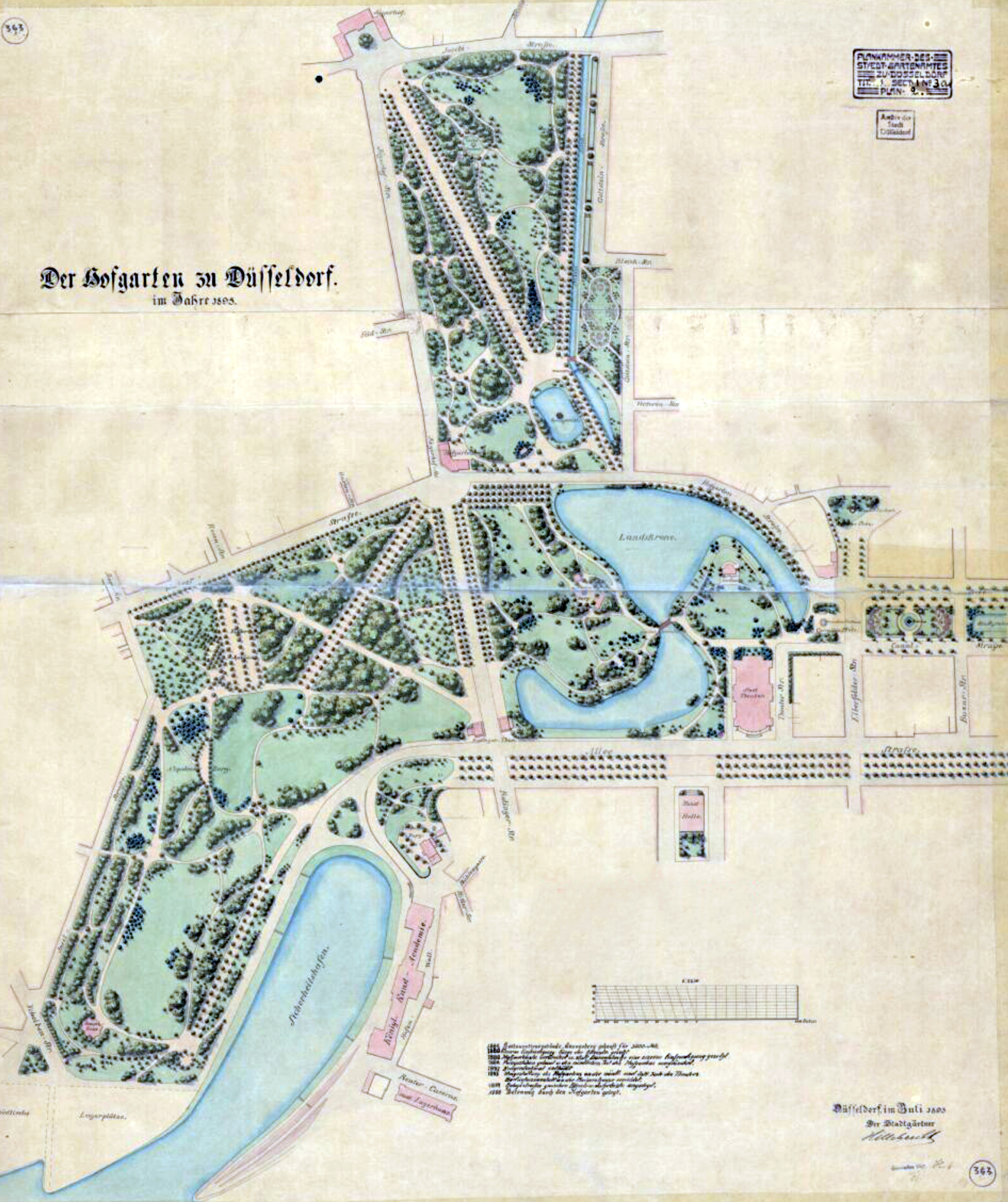
Jardinb de Cour vers 1895, en haut à droite à Goltsteinstraße sur le canal de la Düssel

En dehors des remparts de Düsseldorf, à l'Est de la ville, un riche paysage de jardins s'est développé au cours du XVIe siècle. À Pempelfort, qui a déjà été attribué à la ville en tant que caution extérieure lors de son élévation en 1288, se trouvent les terres et les fermes des ducs, qui s'y font aménager des jardins d'agrément et des jardins potagers.
Charles-Théodore de Palatinat-Soulzbach, électeur des duchés de Juliers et Berg depuis 1742, émet de nombreux ordres à la suggestion de son gouverneur à Düsseldorf, le comte impérial Johann Ludwig Franz von Goldstein (de), pour améliorer la situation dans la ville. En tout cas, il est prévu de relier le château de Jägerhof (aujourd'hui le musée Goethe), achevé en 1765 et siège du maître-chasseur en chef, à la ville par une allée. Le terrain du Jardin de Cour, traversé par la Düssel, s'étend alors du château de Jägerhof jusqu'au bastion Couronne du pays (de), où il se termine par un étang marécageux. En 1769, Johann Ludwig Franz von Goltstein, gouverneur de Düsseldorf depuis 1768, fait aménager la partie est de l'ancien Jardin de Cour et construire les routes de campagne partant de Düsseldorf.
Le directeur des jardins du Palatinat , Nicolas de Pigage, est tout d'abord chargé d'embellir la ville de résidence par une promenade publique. L'ancien Jardin de Cour situé entre la porte de Ratingen et le château de Jägerhof doit être utilisé à cet effet. Les travaux de transformation commencent en 1769. Afin de réaliser les plans selon lesquels le Jardin de Cour doit se terminer en ligne droite du côté sud après le grand étang, il faut acquérir une partie des prairies le long de la Düssel (aujourd'hui Bleichstraße/Goltsteinstraße). La Düssel est canalisée et déplacée vers le bord sud du terrain. À l'automne 1770, le canal de la Düssel à l'actuelle Goltsteinstraße est achevé. Des haies sont plantées et une large allée à trois rangées de tilleuls fut aménagée, avec un axe visuel clair qui mène du château de Jägerhof à l'étang. Sur les côtés, deux axes bifurquent à angle aigu et formaient ainsi avec l'axe principal la figure d'une patte d'oie. L'embranchement nord forme plus tard la Jägerhofstraße.
Pempelfort est encore une zone à part, située en dehors de l'ancienne forteresse. Pendant les guerres de Coalitions, la ville est occupée en 1796 par les troupes françaises qui établissent des retranchements dans le Jardin de Cour et le détruisent presque entièrement. À partir de 1802, en vertu des dispositions du traité de Lunéville, le démantèlement des fortifications commence. Par la suite, de grandes parties du nouveau Jardin de Cour, une "allée en dehors de la ville", également appelée Pempelforter Promenade, et la "Hofgartenstraße" sont aménagées. En 1804, la partie la plus ancienne du Jardin de Cour est réaménagée par Maximilian Friedrich Weyhe. Cette partie est presque entièrement conservée dans sa forme jusqu'à aujourd'hui. Lors de ce réaménagement, l'axe sud de la Patte d'Oie est notamment remanié selon le concept du  jardin paysager à l'anglaise.
La zone située entre la Düssel à la Goltsteinstraße et le Flingersteinweg, aujourd'hui la Schadowstraße, est autrefois principalement utilisée pour le blanchiment. Le long de la Düssel se trouvent un jardin de faisans et les prés des chambellans de cour Beuth et Franc[c]ken.
En 1832, l'entrepreneur en bâtiment et architecte Anton Schnitzler, élève de Vagedes, achète plusieurs terrains de la prairie du greffier Francken, le vestige du blanchissement sur la Düssel (aujourd'hui Bleichstraße / Goltsteinstraße) et y construit en 1841 un bloc de maisons qui devient plus tard la Goltsteinstraße. Il construit également les bains publics de Friedrichsbad au coin de la Victoriastraße , achevé en 1833. Une annonce parue dans le Düsseldorfer Kreisblatt de 1846 indique : « Deux jardins sont à louer. L'un, jouxtant le jardin de Hansen et, avec le blanchisserie associé sur la Düssel et la Seufzerallee, d'une superficie de 1 acre et 76 rangs, contient une maison d'habitation et une maison de jardin. L'autre à la Pfannenschoppenstraße [...]. La Victoriastrasse n'existe plus aujourd'hui. Le "Friedrichsbad" se trouve exactement à l'angle nord de la Tour des trois disques (de). L'extension des surfaces construites vers la Jacobistraße a lieu après 1850, et à partir de 1860 des fonds sont levés pour l'expansion de Goltsteinstraße.
Des maisons de la grande bourgeoisie sont construites le long de la Goltsteinstraße. À cette époque, au milieu du XIXe siècle, les rues Goltstein, Jacobi, Jägerhof et les rues environnantes sont les adresses préférées de la classe dirigeante bourgeoise de Düsseldorf et de nombreux artistes. Dans certaines maisons, des ateliers sont installés sur le côté nord, dans lesquels des peintres de l'école de peinture de Düsseldorf travaillent et vivent derrière des vitres réfléchissantes de l'intérieur. Le peintre Paul Klee a un temps une chambre meublée sur la Goltsteinstraße lorsqu'il est professeur à l'Académie des beaux-arts de Düsseldorf au début des années 1930.

## Développement

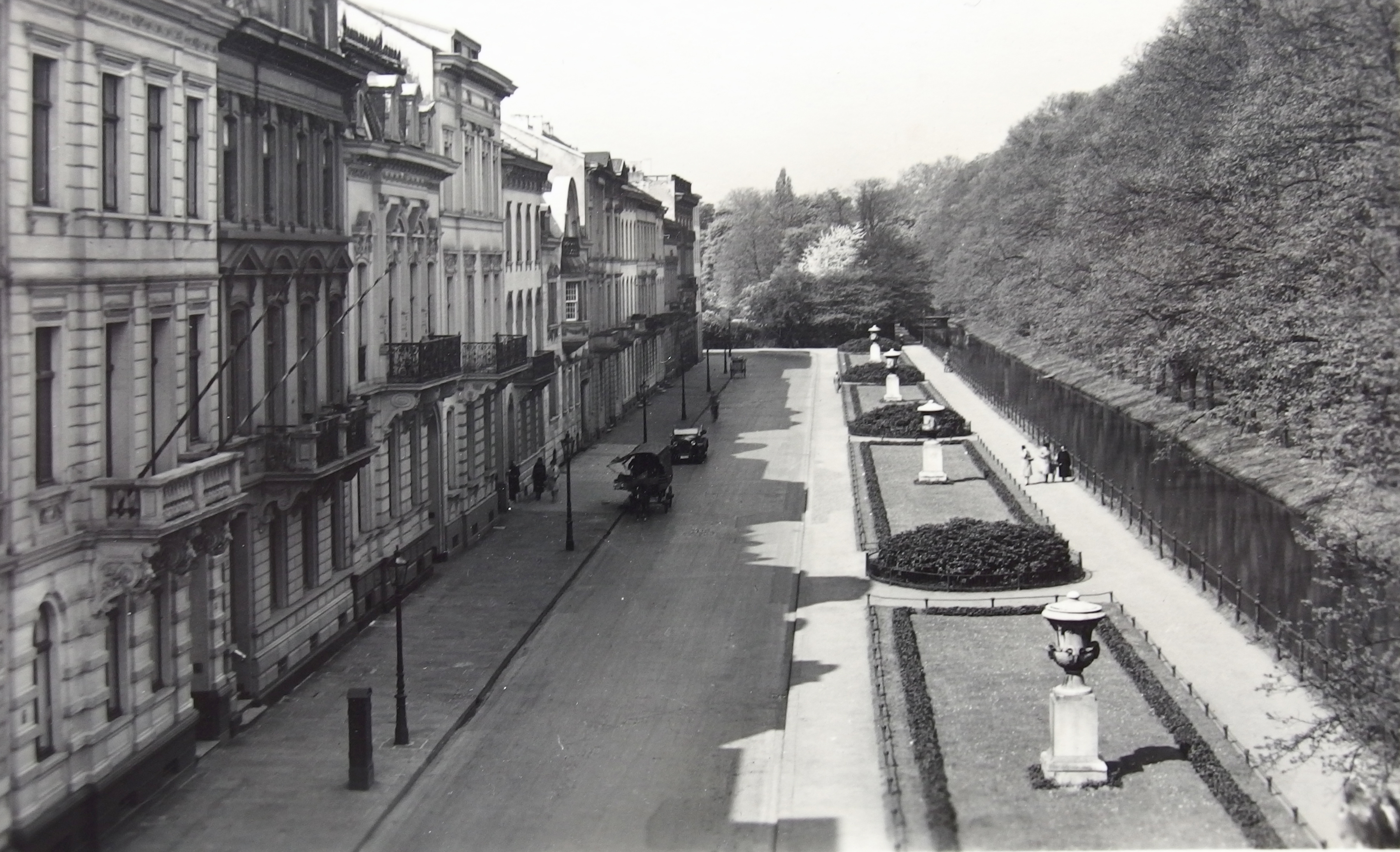
Goltsteinstraße en direction de Bleichstraße, vers 1925

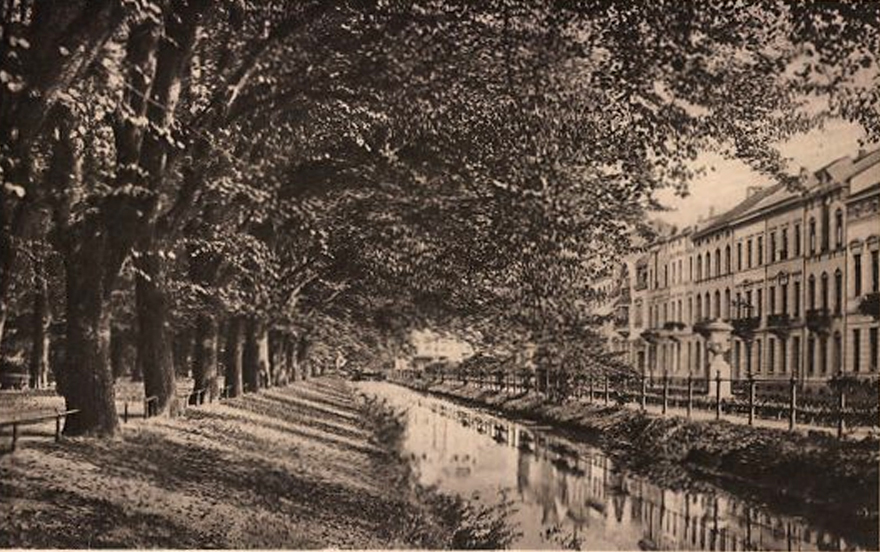
Allée Seufzer avec le canal de la Düssel et la Goltsteinstraße en direction de la Jacobistraße, vers 1920

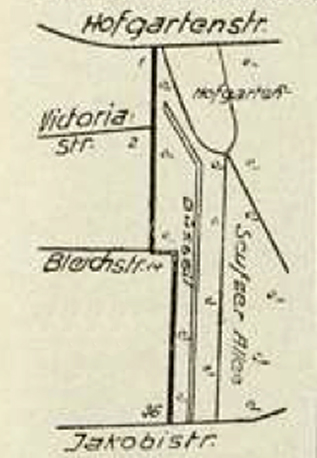
Plan d'orientation de la Goltsteinstraße avec emplacement, rues latérales et disposition des numéros de maison de 1 à 30, du carnet d'adresses de Düsseldorf, vers 1900

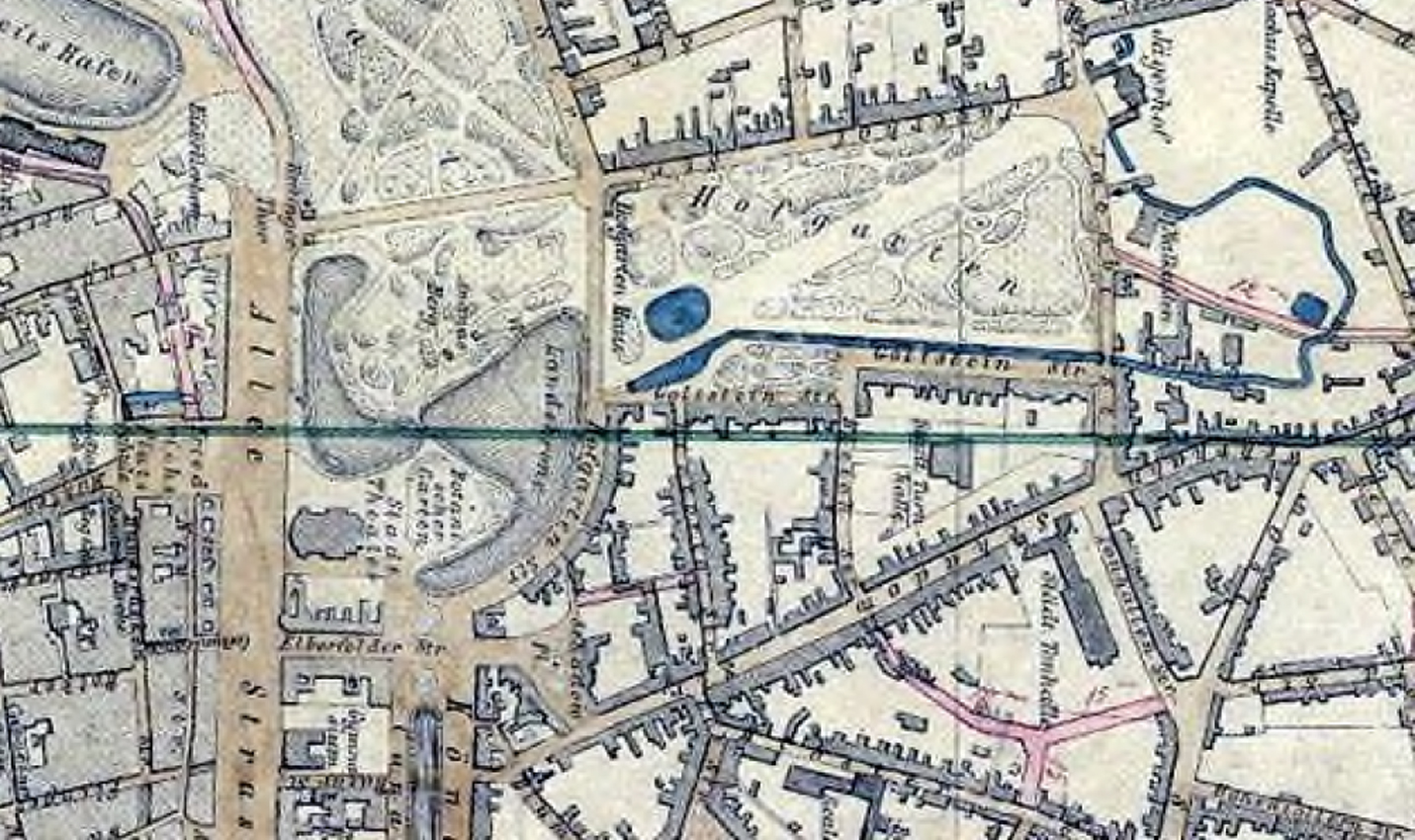
Extrait du plan de la ville vers 1874

La Goltsteinstraße est exclusivement construite du côté sud de la rue, avec vue sur le Jardin de Cour. De nombreuses maisons de la grande bourgeoisie du XIXe siècle sont détruites pendant la Seconde Guerre mondiale, notamment en 1944 par des bombes incendiaires. Quelques maisons d'habitation sont encore conservées et sont classées monuments historiques.
En 1865, la rue comptait 107 habitants et encore de nombreux terrains non construits; en 1882, elle compte déjà 221 habitants avec 30 maisons.
La Goltsteinstraße part à l'époque de la Hofgartenstraße, au début de laquelle se trouve le Friedrichsbad, Goltsteinstraße no 1. Entre l'établissement de bains et la maison no 2 se trouve la Victoriastraße (qui n'existe plus). De la Victoriastraße, la Logengasse mène au Kälbermarkt (aujourd'hui Schadowplatz),,. Entre les numéros 13 et 14 se trouve la Bleichstraße. Une prairie située entre la Logengasse et la Bleichstrasse appartient à un pâtissier qui y tient une salle de danse en plus de sa pâtisserie. Sur le terrain d'angle au numéro 1 de la Hofgartenstraße, là où se trouve le Friedrichsbad, Franz Haniel (de) fait construire en 1892 un immeuble résidentiel de deux étages d'après les plans des architectes berlinois Kayser (de) & von Großheim (de). Les bâtiments résidentiels de cette partie de la rue, maintenant à l'arrière de la salle de spectacle, n'existent plus. En 1958, le choix de l'emplacement du Théâtre de Düsseldorf se porte sur un site de décombres sur la Goltsteinstraße/Bleichstraße, qui y est construit entre 1965 et 1969 selon les plans de l'architecte de Düsseldorf Bernhard Pfau (de). De nombreux autres blocs de maisons entre Hofgartenstraße et Bleichstraße jusqu'à Martin-Luther-Platz doivent céder la place à la construction de la Jan-Wellem-Platz (de) et la Hochstraße, la "mille-pattes (de)", dans le cadre des vastes mesures de transformation du centre-ville (1954-1962), et disparaissent complètement du plan de la ville, à l'exception de l'installation dite du "Goltsteinparterre".
De la construction historique sur la Goltsteinstraße, il ne reste que quelques bâtiments, dont :
- Goltsteinstraße 15/16 (de), architecte Max Wöhler (de) chez Kayser & von Großheim, Bj. 1899, Néo-Renaissance A 251
- Goltsteinstraße 18, architecte Josef Krons, Bj. 1864, classicisme tardif A 252
- Goltsteinstraße 19, architecte Josef Krons, Bj. 1864, classicisme tardif A 253
- Goltsteinstraße 20, architecte Josef Krons, Bj. 1864, classicisme tardif A 302
- Goltsteinstraße 24–25, architecte Max Wöhler chez Kayser & von Großheim, Bj. 1906 A 285

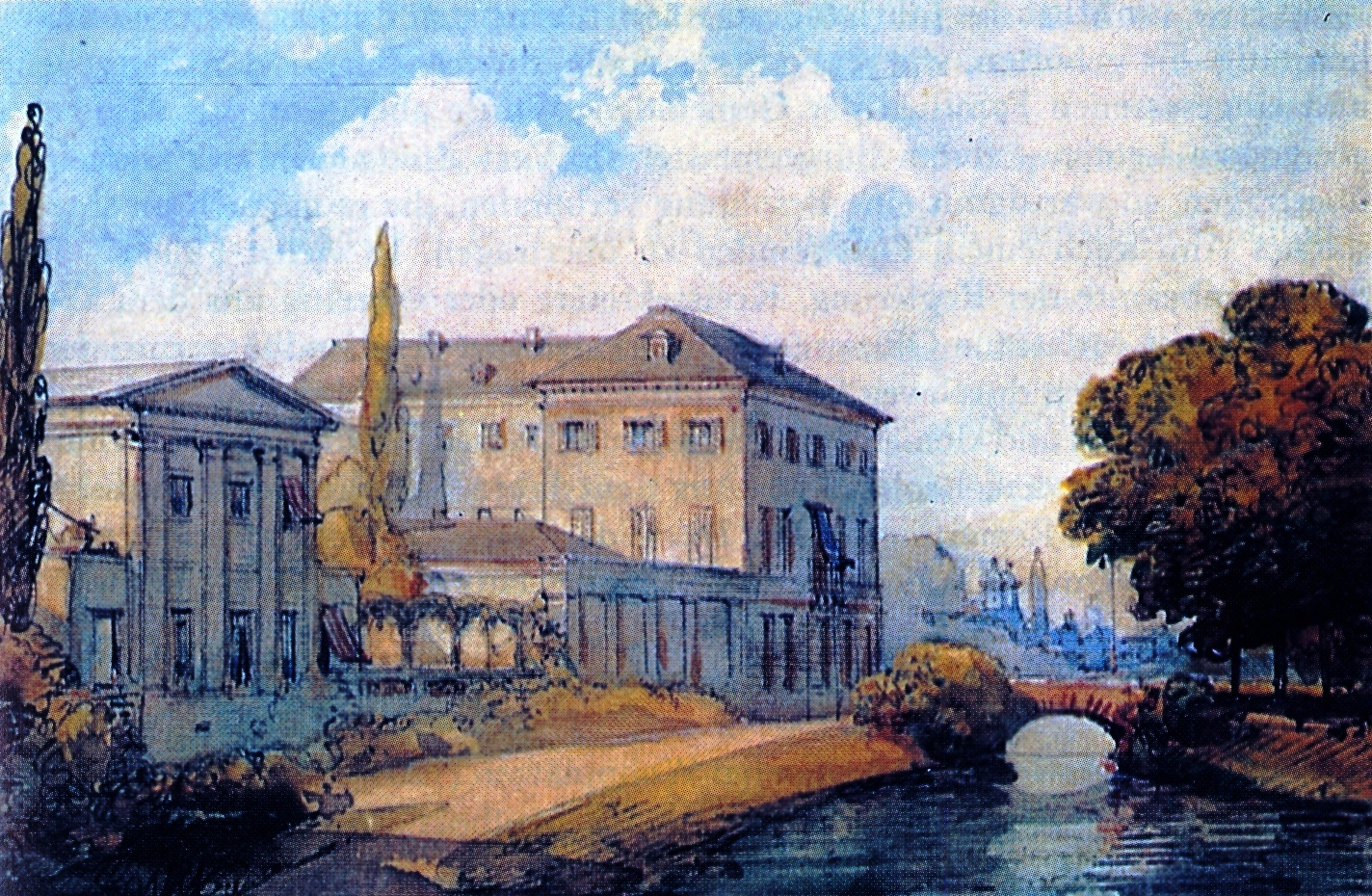
Goltsteinstraße vers 1840, à gauche le Friedrichsbad, derrière le palais du comte von der Groeben, tableau de Caspar Scheuren
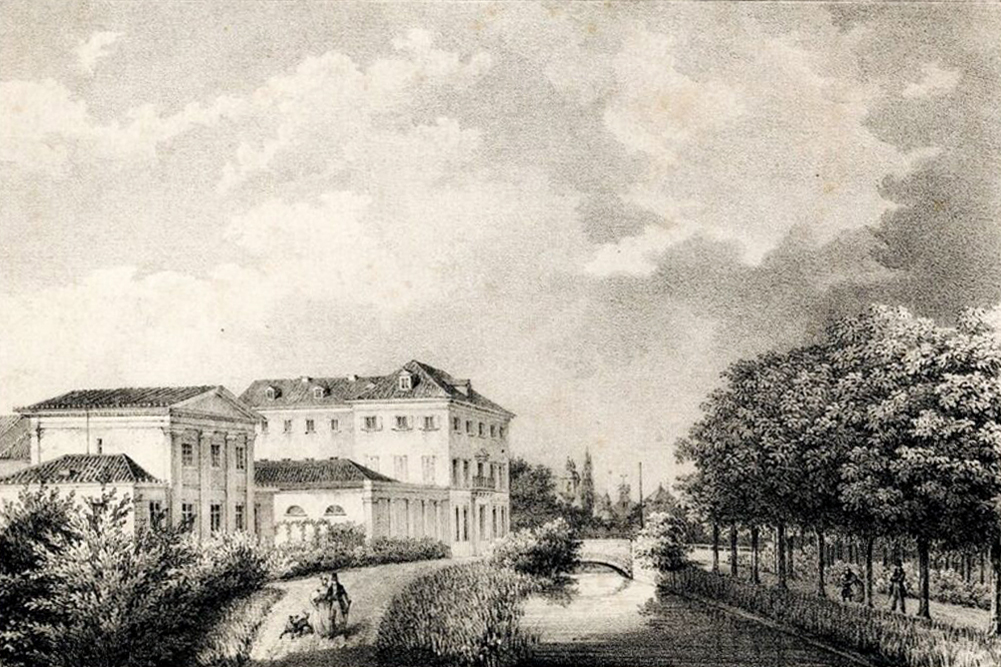
Friedrichsbad de Düsseldorf sur la Düssel, à droite la Seufzerallee (collection Musée de la maison thermale de Clèves (de))
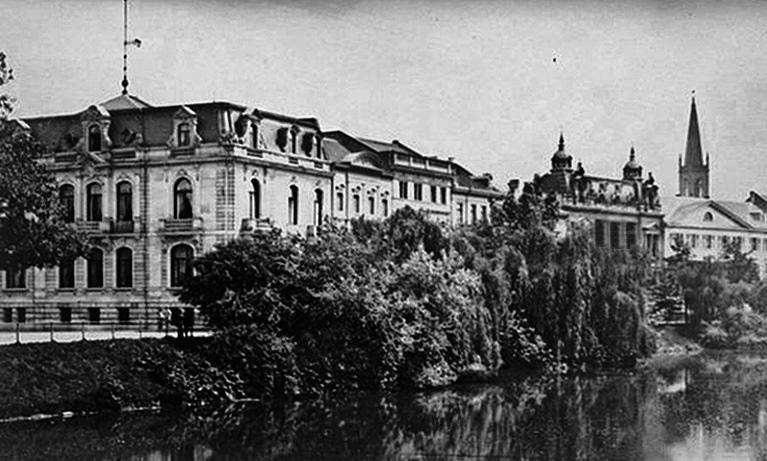
Maison d'habitation Franz Haniel, angle des rues Hofgarten et Goltstein, 1909
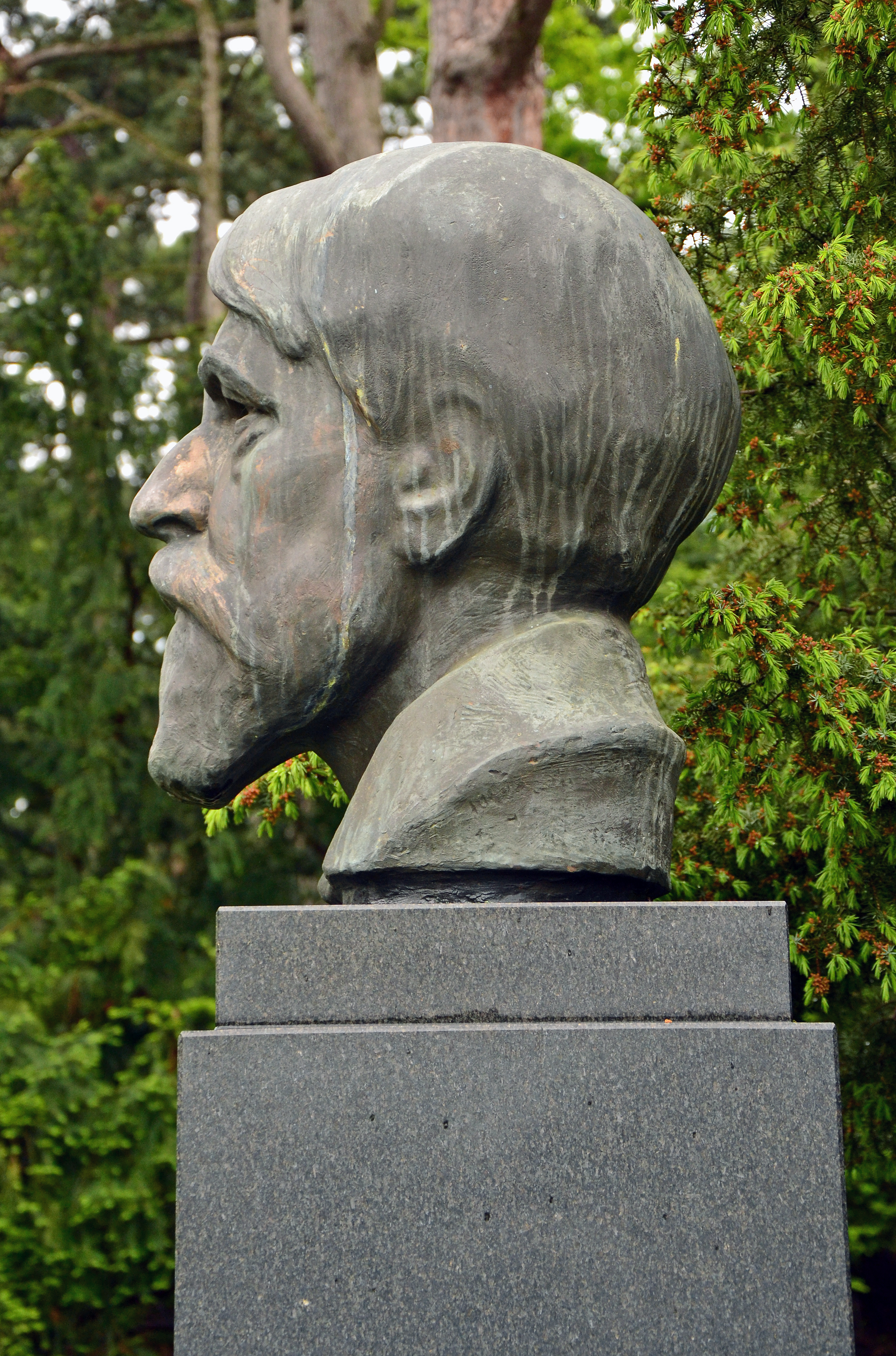
Plan de saisie Schnitzlers pour les façades Goltsteinstraße n° 11/12, 1862/1863
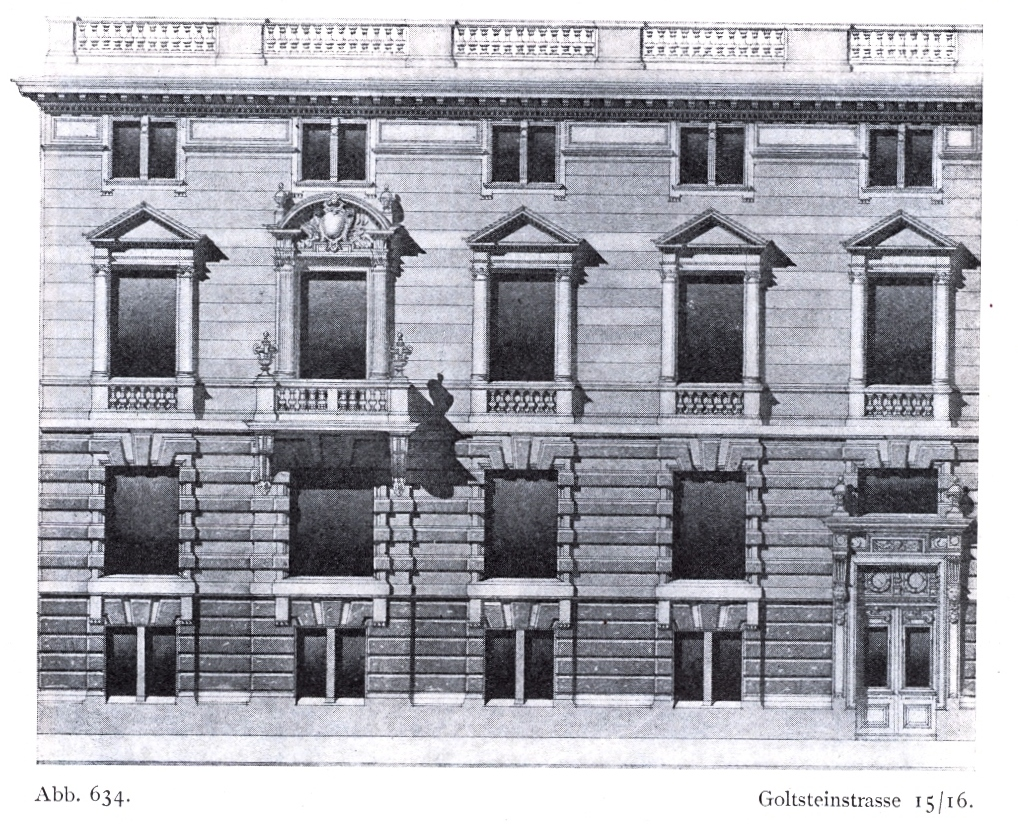
Goltsteinstraße n° 15/16, construite en 1899
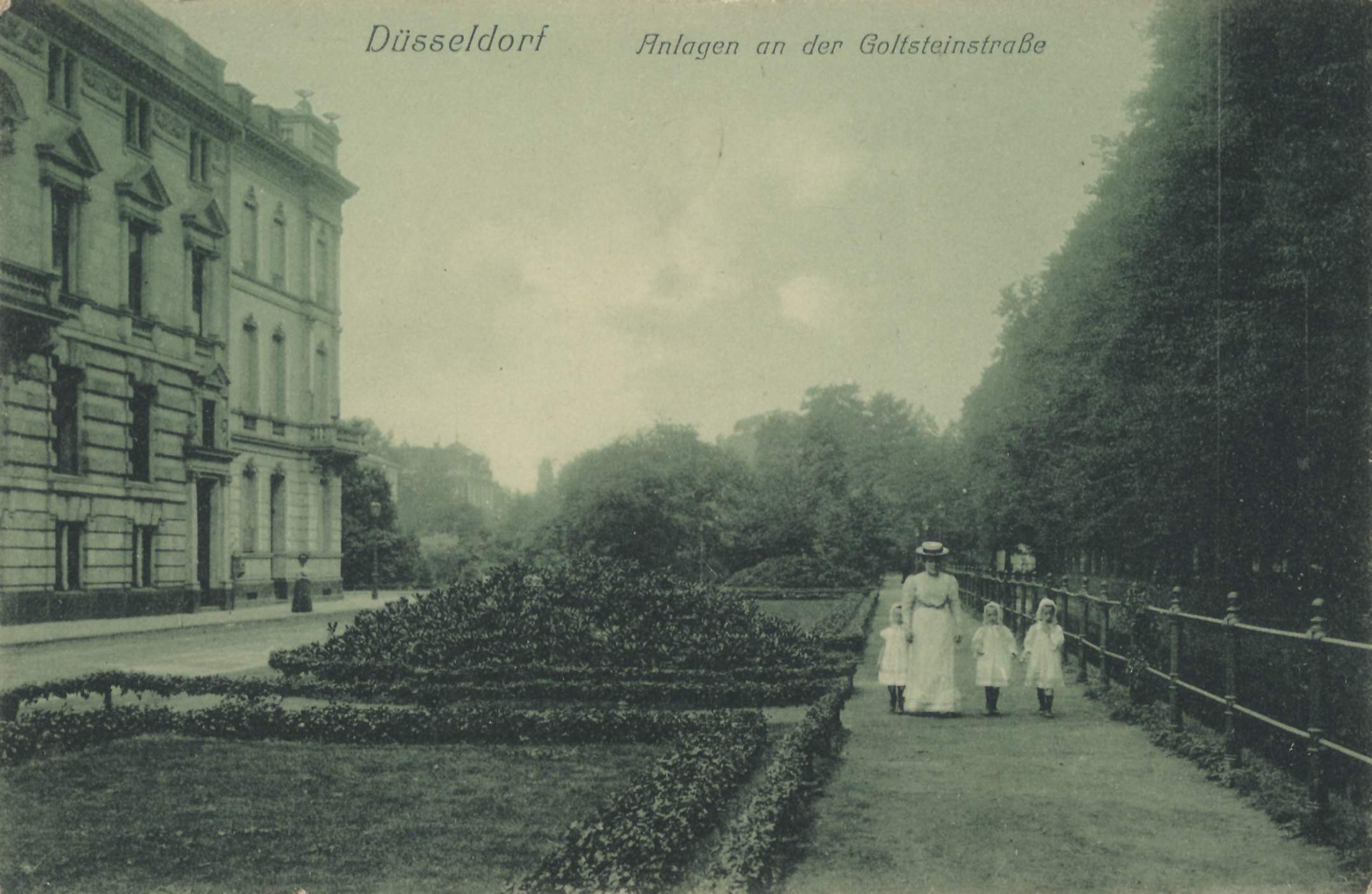
Installations dans la Goltsteinstraße, au coin de la Bleichstraße, vers 1900
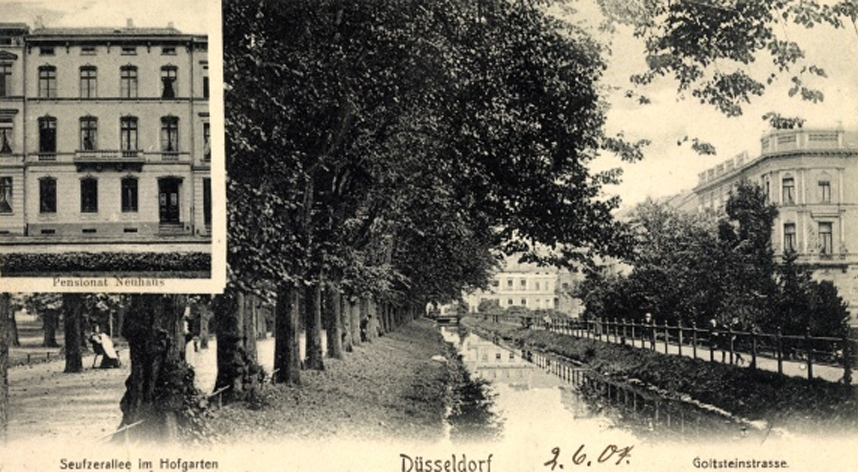
Goltsteinstraße n° 21 avec le pensionnat scolaire Neuhaus, 1907
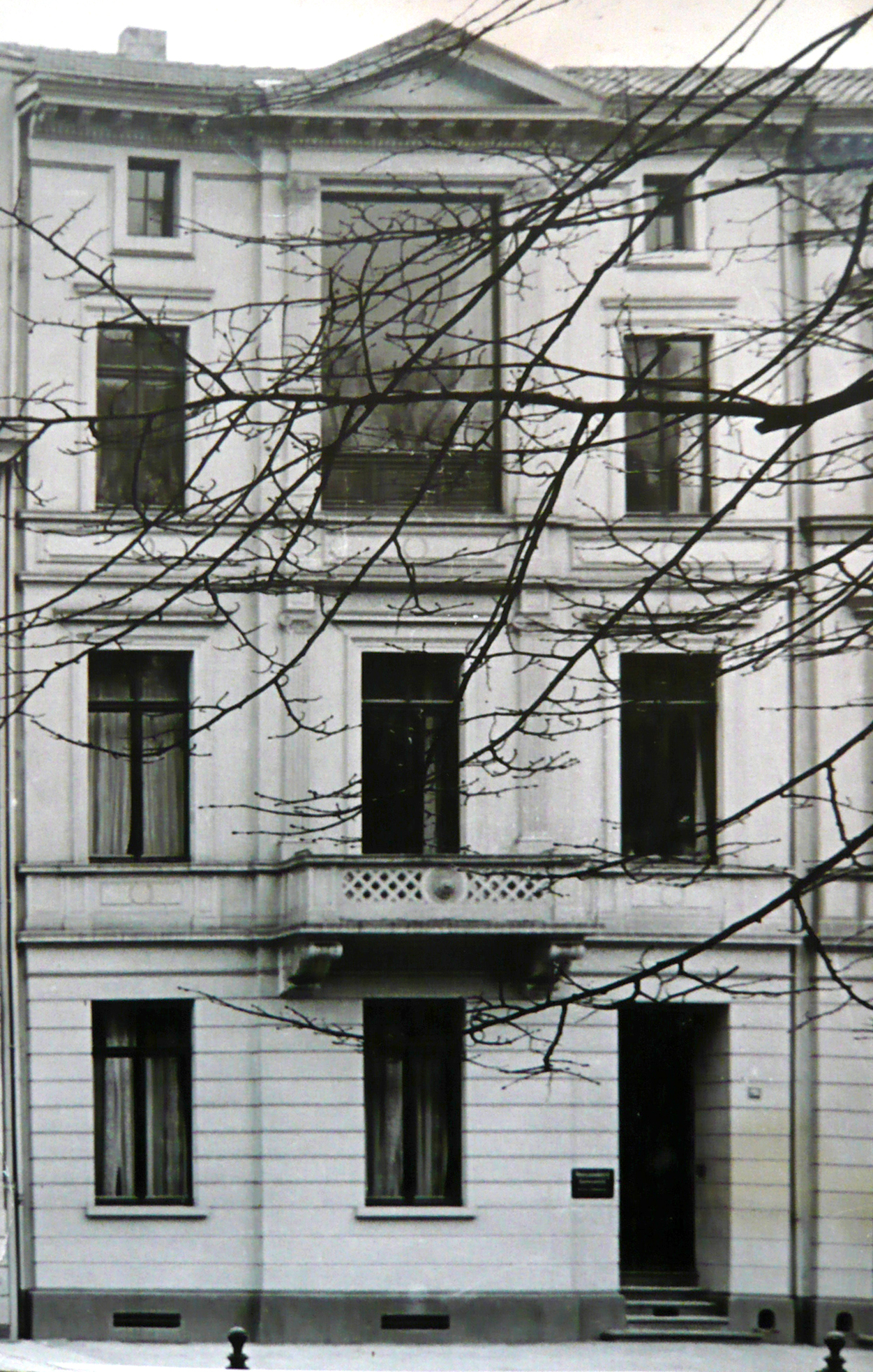
Goltsteinstraße n° 23 avec fenêtre d'atelier, vers 1900
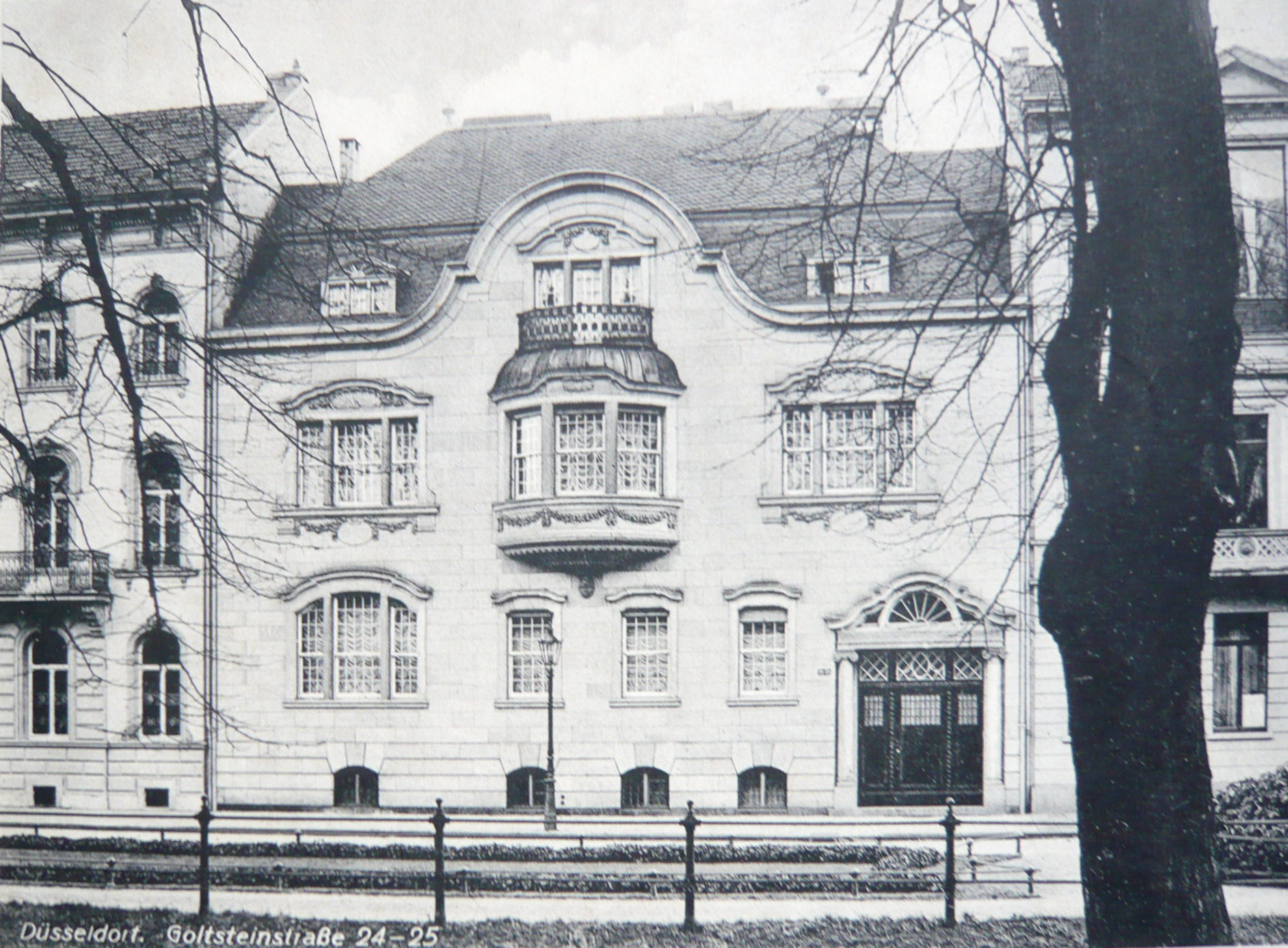
Goltsteinstraße n° 24 et 25, carte postale vers 1920

## Parterre Goldstein et complexe ornemental
Le long du côté de la Goltsteinstraße dépourvu de maisons, ce sont essentiellement les installations du jardinier de la ville Heinrich Hillebrecht (de), dirigées depuis 1906 par le directeur des jardins Walter von Engelhardt, qui survivent sans changement jusqu'à aujourd'hui. Il s'agit notamment du parterre Goltstein (à l'arrière du Théâtre) dans le Jardin de Cour et d'une installation décorative allongée entre la Goltsteinstraße et la Düssel. L'ensemble décoratif, composé d'une bande de pelouse avec des parterres décoratifs, des arbustes et des chemins, est dominé depuis 1910 par quatre grands vases ornementaux baroques en grès français, copies de vases en pierre du parc du château de Versailles, offerts par le peintre Georg Oeder et créé par le sculpteur Joseph Hammerschmidt.
Deux monuments sont placés aux extrémités du parterre Goltstein, la sculpture en bronze du poète Karl Immermann de Clemens Buscher (de) et la sculpture de Gustaf Gründgens en marbre blanc de Peter Rübsam (de), qui représente Gründgens dans son rôle de Méphisto. De plus, depuis 1905, on trouve dans ce parterre le banc en marbre blanc avec chat du sculpteur Rudolf Bosselt, que Peter Behrens fait créer pour la Grande Exposition horticole sur le Rhin en 1904 (de) et dont le peintre Oeder fait don à la ville,.

## Résidents et propriétaires connus (sélection)
- Goltsteinstraße n° 1 : Palais du comte von der Groeben (en 1850 adresse Hofgartenstraße 171). Le Friedrichsbad est sur Goltsteinstraße, construit en 1831. Le bâtiment résidentiel Franz-Haniel est construit en 1892, l'entrée était à Hofgartenstraße n ° 1, la façade plus large fait face au Hofgarten sur Goltsteinstraße.
  - Rue transversale: Victoriastraße (anciennement Logengasse) - n'existe plus
- Maison n°2 : Lida et Eduard Bendemann, peintres et directeur de l'académie des beaux-arts[21] ; Friedhelm Haniel (de), peintre[22]
- Maison n° 3 : Franz Haniel (de), conseiller et entrepreneur dans l'industrie du charbon et de l'acier ; Section supérieure SD (de) à l'ouest du service de sécurité SS de 1933 à 1945
- Maison n°7 : Emil von Gahlen (de), entrepreneur
- Maison n° 8 : Ludwig Hammers (de), maire de Düsseldorf ; Ferdinand Heye (de), entrepreneur et conseiller de commerce, fondateur de la verrerie de Gerresheim (de)
- Maison n°9 : Oswald Achenbach, peintre ; Benno von Achenbach, fondateur du cours d'attelage d'Achenbach (de) en sport équestre ; Propriétaire après 1925 Georg van Meeteren, directeur de banque (père d'Udo van Meeteren (de))
- Maison n° 10 : Richard Heimendahl, fabricant ; Bureau de l'état-major du 27e brigade d'infanterie sous le commandement du général de division Adolf von Dorpowski (de) ; veuve Alfred Rethel
- Maison n ° 11/12 : Heinrich Steinmetz (de) (1835–1915), homme politique prussien (DRP) et fonctionnaire ;  Ernst Matthes (1848-1906), fabricant d'une filature de coton ; Viktor Helander (de) (1839-1901), peintre de genre et kosul suédo-norvégien
- Maison n° 13 : Albert Arnz, peintre ; vers 1935, le bureau du conseiller judiciaire Stephan Cohen-Altmann (1861–1941) 
  - Rue transversale : Bleichstrasse
- Maison n° 14 : Joseph ou Nikolaus Heydendahl, peintre et marchand de tableaux (tous deux sont également nommés directeurs généraux de la Galerie d'art de Düsseldorf (de))
- Maison n°16 : August Leu, peintre (de 1873 à 1882)
- Maison n° 15/16 (construite en 1899) : propriétaire Hermann von Wätjen (de), conseiller municipal, conseiller du gouvernement à Düsseldorf
- Maison n° 17 : Louis Kniffler (de), marchand et consul de Prusse avec la succursale de la maison de commerce japonaise dans la maison n° 15 ; Ernst Edens (de), interniste et cardiologue.
- Maison n° 18 : Albert Kindler, peintre ; Franz Brentano (de), peintre ; Theodor Rocholl, peintre ; Thilo Schneider, architecte ; Peter Behrens, peintre ; Gustav Wendling, peintre : Karl Petau (de), peintre et graphiste
- Maison n° 19 : propriétaire de 1875-1880 veuve Andrée, née de Reyter, de 1881-1889 la peintre Sofie André (anciennement Andrée) , en 1890 Baron Adolf von André (1844-1911) marchand et financier, résidant à Londres ; propriétaire à partir de 1891 Eduard Bausch (1826-1893), propriétaire de la pharmacie des éléphants (de) et député
- Maison n° 20 : Josef Korns, maître d'œuvre et architecte, possédait également une maison à la Bleichstrasse n° 5
- Maison n° 21 : Andreas Dirks, peintre ; école pour filles et internat pour filles Ida Keller;  école de filles et internat Anna Neuhaus
- Maison n° 22 : Eduard Ireland (de), peintre ; Wilhelm Simmler (de), peintre ; Moritz Ulffers (de), peintre et lithographe
- Maison n° 23 : Emmerich Raitz von Frentz (de), chambellan royal prussien, capitaine de cavalerie, capitaine du château de Benrath et de 1838 à 1863 administrateur de l'arrondissement de Düsseldorf (de) ; à partir de 1882 environ, propriétaire Karl Rudolf Sohn, peintre avec famille, dont les peintres Alfred, Otto et Karli Sohn-Rethel ; 1925/1926 Ludwig Strauss (de), dramaturge ; vers 1940 Werner Heuser, peintre
- Maison n° 24 : Richard Hasenclever (de), écrivain, conseiller médical, cofondateur du mouvement vieille-catholique et député du Reichstag ; Sophie Hasenclever, poétesse et traductrice ; Maria Süs, peintre ; August Wittig, sculpteur ; Hermann Schmiechen (de), peintre
- Maison n° 25 : Max Hünten, peintre ; Albert Bogislav Lüdecke (de), peintre ; August Wittig, sculpteur
- Maison n° 26 : Roth von Schreckenstein (de), chambellan ; August von Wille, peintre ; Friedrich Wilhelm Fabarius (de), peintre
- Maison n ° 27: August Haniel (1852–1925), industriel et ingénieur, président du conseil d'administration de la Gutehoffnungshütte à Oberhausen
- Maison n°29 : Benjamin Vautier, peintre

### Habitants de la Goltsteinstraße en 1865

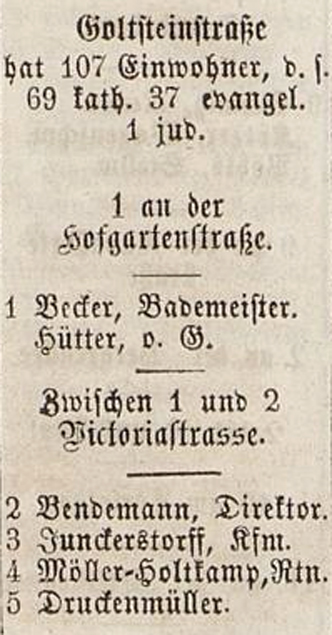
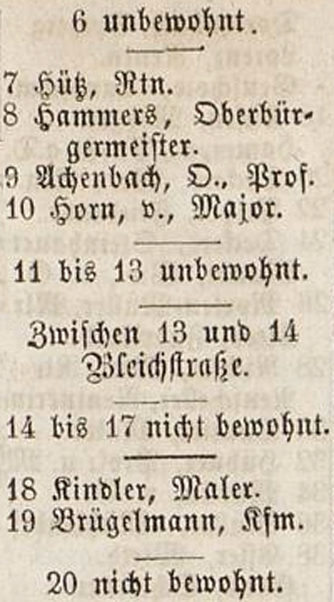
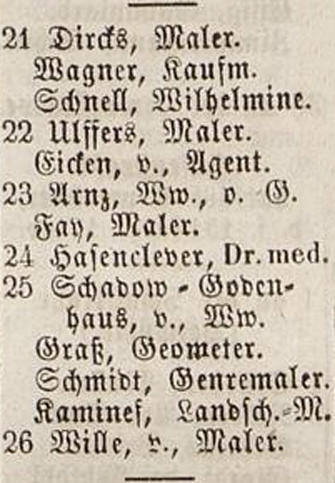